# Municipio de Crystal Lake (Míchigan)
El municipio de Crystal Lake (en inglés: Crystal Lake Township) es un municipio ubicado en el condado de Benzie en el estado estadounidense de Míchigan. En el año 2010 tenía una población de 957 habitantes y una densidad poblacional de 21,64 personas por km².

## Geografía
El municipio de Crystal Lake se encuentra ubicado en las coordenadas 44°38′17″N 86°11′17″O / 44.63806, -86.18806. Según la Oficina del Censo de los Estados Unidos, el municipio tiene una superficie total de 44.23 km², de la cual 32,52 km² corresponden a tierra firme y (26,48 %) 11,71 km² es agua.

## Demografía
Según el censo de 2010, había 957 personas residiendo en el municipio de Crystal Lake. La densidad de población era de 21,64 hab./km². De los 957 habitantes, el municipio de Crystal Lake estaba compuesto por el 97,6 % blancos, el 0,1 % eran afroamericanos, el 1,36 % eran amerindios, el 0,31 % eran asiáticos y el 0,63 % eran de una mezcla de razas. Del total de la población el 0,42 % eran hispanos o latinos de cualquier raza.